# Aéroport de Djahrom
L’aéroport de Djahrom (code IATA : JAR • code OACI : OISJ) est un aéroport de Djahrom, en Iran.

## Compagnies aériennes et destinations
| Compagnies   | Destinations                              |
| ------------ | ----------------------------------------- |
| Iran Air     | Téhéran-Mehrabad, Mechhed-Shahid H. Nejad |
| ATA Airlines | Téhéran-Mehrabad                          |

Édité le 23/07/2020